# Euphorbia guentheri
Euphorbia guentheri es una especie fanerógama perteneciente a la familia de las euforbiáceas. Es endémica de Kenia.

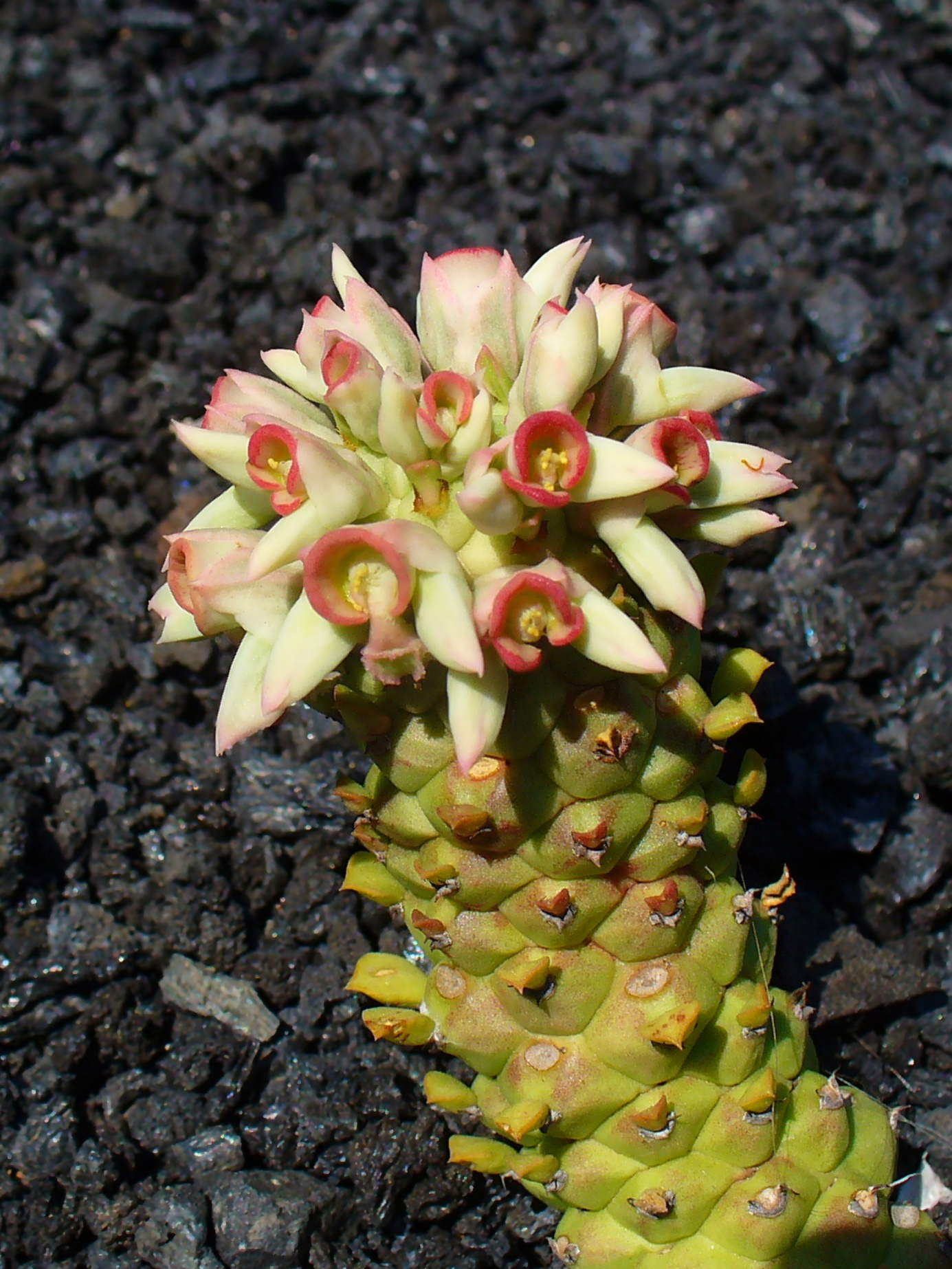
Inflorescencia

## Descripción
Es una planta suculenta, arbusto que alcanza un tamaño de 3 m de altura, con raíces fibrosas; de 5 cm de espesor, con escasa ramificación irregular. Ramas cilíndricas, color verde grisáceo, ranurado longitudinalmente con 4 ranuras y a continuación cada uno de los numerosos tubérculos, tubérculos 5-8 en espirales, cilíndricos. Las inflorescencias en cimas que surgen de las axilas de los tubérculos, a menudo flanqueado por una almohadilla espinosa pequeña similar a las estípulas. Ciatios en forma de barril, de 2 mm de diámetro. El fruto es una cápsula con semillas oblongas.

## Taxonomía
Euphorbia guentheri fue descrita por (Pax) Bruyns y publicado en Taxon 55: 413. 2006.
Etimología
Euphorbia: nombre genérico que deriva del médico griego del rey Juba II de Mauritania (52 a 50 a. C. - 23), Euphorbus, en su honor – o en alusión a su gran vientre – ya que usaba médicamente Euphorbia resinifera. En 1753 Carlos Linneo asignó el nombre a todo el género.
guentheri: epíteto otorgado en honor de un tal Guenther o Günther, sin tener más información.
Sinonimia
- Monadenium guentheri Pax (1909).[7][8]